# Deseta egipčanska dinastija
Deseta egipčanska dinastija se pogosto združuje s Sedmo, Osmo, Deveto in zgodnjo Enajsto dinastijo v skupino s skupnim imenom Prvo vmesno obdobje.

## Vladarji
Deveta egipčanska dinastija je bila ustanovljena v Herakleopolu, od koder je vladala tudi Deseta dinastija. V  tem času Egipt ni bil enoten, zato se Deseta dinastija včasih prekriva z drugimi lokalnimi dinastijami. Na Torinskem seznamu kraljev je v tej dinastiji omenjenih osem faraonov, vendar so njihova imena poškodovana, neprepoznavna ali izgubljena.
V naslednji preglednici je mogoč seznam vladarjev Desete dinastije, ki temelji na Torinskem seznamu kraljev. Egiptologi imajo o seznamu in vrstnem redu vladarjev deljena mnenja, ker sta arheološko dokazana vladarja samo Vahkare Heti in Merikare. 
| Ime              | Komentar                                                             |
| ---------------- | -------------------------------------------------------------------- |
| Merihator (?)    | Obstoj vprašljiv, znan s poškodovanega grafita v Hatnubu             |
| Neferkare VIII.  | Might be the Kaneferre mentioned in the tomb of the nomarch Ankhtifi |
| Vahkare Heti     | Morda avtor Poučevanja kralja Merikareja                             |
| Merikare         | Glavni oponent tebanskega faraona Mentuhotepa II.                    |
| [izgubljeno ime] | Kratkotrajem Merikarejev naslednik                                   |